# Брендан Хајланд
Брендан Хајланд (енгл. Brendan Hyland; Даблин, 23. септембар 1994) ирски је пливач чија специјалност су трке делфин, слободним и мешовитим стилом.

## Спортска каријера
Хајланд је присутан на међународној спортској сцени од 2012. и европског јуниорског првенства у Антверпену на ком је освојио високо пето место у финалу трке на 200 метара делфин стилом. У наредном периоду је у више наврата учествовао и на европским сениорским првенствима, а најбоље резултате је остваривао у штафетним тркама на 100 метара мешовитим стилом.
Године 2017. дебитовао је на Светском првенству у Будимпешти, те на Летњој Универзијади у Тајпеју.
Други наступ на светским првенствима у великим базенима имао је у корејском Квангџуу 2019. где је успео да се пласира у полуфинале трке на 200 делфин, заузевши на крају укупно 14. место. Пливао је и за штафету 4×100 мешовито која је заузела 14. место у квалификацијама.